# U-Bank
U-Bank (hebrejsky: יובנק, Jubank, ale oficiálně používána verze v latince U-Bank) je izraelská banka, kterou ovládá First International Bank of Israel.

## Popis
Byla založena roku 1934. Zaměřuje se na privátní bankovnictví a kapitálové trhy. Ředitelem je Ron Bedny. Podle dat z roku 2010 byla U-Bank jedenáctým největším bankovním ústavem v Izraeli podle výše celkových aktiv. Ovšem není považována za majetkově samostatného hráče na trhu a patří do skupiny First International Bank of Israel, která je pátou největší izraelskou bankou.